# Campeonato Mundial de Curling Masculino de 2015
El LVII Campeonato Mundial de Curling Masculino se celebró en Halifax (Canadá) entre el 28 de marzo y el 5 de abril de 2015 bajo la organización de la Federación Mundial de Curling (WCF) y la Federación Canadiense de Curling.
Las competiciones se realizaron en el Halifax Metro Centre de la ciudad canadiense.

## Tabla de posiciones
| Pos | Equipo          | G  | P | G–P |
| --- | --------------- | -- | - | --- |
| 1   | Noruega         | 10 | 1 | 1–0 |
| 2   | Canadá          | 10 | 1 | 0–1 |
| 3   | Suecia          | 8  | 3 | –   |
| 4   | Finlandia       | 6  | 5 | 1–0 |
| 5   | Estados Unidos  | 6  | 5 | 0–1 |
| 6   | Japón           | 5  | 6 | 1–0 |
| 7   | Suiza           | 5  | 6 | 0–1 |
| 8   | China           | 4  | 7 | 1–0 |
| 9   | República Checa | 4  | 7 | 0–1 |
| 10  | Italia          | 3  | 8 | 1–0 |
| 11  | Escocia         | 3  | 8 | 0–1 |
| 12  | Rusia           | 2  | 9 | –   |

## Cuadro final
|  | Clasif. a semifinal | Clasif. a semifinal | Clasif. a semifinal |  |  | Semifinal | Semifinal |  |              | Final        | Final |
|  |                     |                     |                     |  |  |           |           |  |              |              |       |
|  | 1                   | Noruega             | 7                   |  |  |           |           |  |              |              |       |
|  | 2                   | Canadá              | 6                   |  |  |           |           |  |              | Noruega      | 5     |
|  |                     |                     |                     |  |  | Canadá    | 3         |  | Suecia       | 9            |       |
|  |                     | Suecia              | 6                   |  |  |           |           |  |              |              |       |
|  | 3                   | Suecia              | 7                   |  |  |           |           |  | Tercer lugar | Tercer lugar |       |
|  | 4                   | Finlandia           | 4                   |  |  |           |           |  |              |              |       |
|  |                     |                     |                     |  |  |           |           |  |              | Canadá       | 8     |
|  |                     |                     |                     |  |  |           |           |  |              | Finlandia    | 4     |

## Medallistas
| Evento    | Oro                                                                                             | Plata                                                                                               | Bronce                                                                                    |
| --------- | ----------------------------------------------------------------------------------------------- | --------------------------------------------------------------------------------------------------- | ----------------------------------------------------------------------------------------- |
| Masculino | Suecia · Niklas Edin · Oskar Eriksson · Kristian Lindström · Christoffer Sundgren · Henrik Leek | Noruega · Thomas Ulsrud · Torger Nergård · Christoffer Svae · Håvard Vad Petersson · Markus Høiberg | Canadá · Patrick Simmons · John Morris · Carter Rycroft · Nolan Thiessen · Thomas Sallows |